# Caso Nabila Rifo
El Caso Nabila Rifo fue un intento de femicidio ocurrido el 14 de mayo del 2016 en la ciudad de Coyhaique, Chile, en donde una joven fue brutalmente agredida. El brutal ataque no solo la dejó al borde de la muerte, sino que en él también le amputaron ambos ojos. 
Este caso fue muy mediático en Chile no solo por la salvaje golpiza que recibió la joven, la cual causó gran conmoción en el país y puso en la palestra la violencia intrafamiliar, sino también por lo misterioso y controversial que parecía ser el caso, debido a que durante el juicio y por la gran cobertura mediática, se revelaron muchos detalles de la vida íntima de la víctima.

## Biografía
Nabila Meliza Rifo Ruiz (Coyhaique, 18 de junio de 1987) conocida como Nadia, es madre de cuatro hijos, dos de Luis Torres y dos de Mauricio Ortega. Creció en una familia de bajos recursos y sus estudios se truncaron al terminar de cursar séptimo básico. Al momento de conocer a Mauricio Ortega se encontraba trabajando en un local nocturno llamado Bohemia en donde se desempeñaba como mesera y cajera, para posteriormente dedicarse a la venta de muebles. Tenía 28 años al momento de los eventos y se encontraba casada con Mauricio Orlando Ortega Ruiz (Coyhaique, 14 de julio de 1974) conocido como Chico, de 42 años al momento, quien se desempeñaba como desabollador y pintor.

## Antecedentes familiares
Familiares y amigos de la pareja comentaban que Mauricio y Nadia tenían una relación complicada, motivo por el cual anteriormente ya se habían separado. La familia de Ortega lo describe como un hombre tranquilo, pacífico, un padre ejemplar que amaba a su mujer y a su familia. Sin embargo, la familia de Nabila declara que en más de una ocasión fueron testigos de la violencia que él ejercía sobre ella, mientras que amigos de él comentaban que cuando bebía se ponía “un poco agresivo”. Por otro lado, la exesposa de Mauricio Ortega declaró ante tribunales que él jamás fue violento con ella y que el motivo de su separación se debió a los problemas que él tenía con el alcohol y que desencadenaron una serie de problemas económicos.

### Episodio previo al crimen
El día 5 de junio del 2015 siendo aproximadamente las 7:30 horas, Mauricio Ortega se presenta en el domicilio donde vivía con sus hijos la que en ese momento era su expareja. Al llegar a la casa de ella y ante la negativa de dejarlo entrar, Mauricio se dirige a su auto de donde extrae un hacha y rompe la puerta principal con ella, mientras que el hombre que le prohibió la entrada se escapaba por una ventana.
Una vez dentro del inmueble, en el cual rompió dos puertas, lanzando amenazas de muerte procede a buscar a la mujer, mientras intenta aclararle a los niños que no es nada contra ellos, sino contra su madre.  Elvis, hermano menor de Nabila, quien se encontraba en el lugar, conversa con Ortega y este acaba por retirarse. Minutos después, personal de carabineros se presenta en el lugar para tomar declaraciones y constatar daños.

## Crimen
Aquel día un cliente de Ortega le llevó carne en forma de pago por un trabajo que este le había realizado. Por lo tanto, la pareja se encargó de cortarla y llevarle a sus familiares, para después en la noche invitar a un asado a unos amigos de Ortega. 
La madrugada del 14 de mayo del 2016, Mauricio Ortega y Nabila Rifo se encontraban festejando junto a cuatro hombres y una mujer en la casa que ambos compartían. Después de comer, beber y bailar, la pareja comienza a discutir acaloradamente ya que la joven le recordó a Ortega que este le debía dinero. El hombre indignado por esta situación comenzó a golpear paredes y muebles, mientras abría y cerraba el refrigerador diciendo “te tengo el refrigerador lleno de carne, malagradecida”. Esta situación hizo que los niños se asusten y llamen a una tía para que se los lleve del lugar, mientras que algunos de los invitados también se retiraban, quedando en el inmueble la pareja y dos amigos de Ortega, quienes abandonan el lugar alrededor de las 5:30 a. m. creyendo que este ya se encontraba calmado. Una vez la pareja se queda sola, Ortega golpea a la joven botándola del sillón en el que se encontraba escuchando música, mientras la sigue golpeando ella logra derribarlo y escapar del lugar, al mismo tiempo que él la persigue pidiéndole que regrese a conversar.
En la madrugada del 14 de mayo del 2016 es encontrada en las calles de Coyhaique una joven tendida en el piso, semidesnuda y con múltiples lesiones, destacando entre ellas un profundo sangrado en su cabeza y cara, añadiendo a esto, la falta de sus dos globos oculares. 
La joven no logró ser identificada, pero fue llevada rápidamente al único hospital de la ciudad. En la escena del crimen se encontraban dos bloques de concreto, las llaves de un auto y solo uno de sus globos oculares.

### Diagnóstico médico
La paciente ingresó a las 6:30 de la mañana en estado de coma, hipotérmica, con shock hipovolémico y riesgo vital, presentando signos de trauma facial y craneal, identificando al menos dos fracturas de cráneo, fracturas en los huesos de la cara, perdida de piezas dentales, lesiones en el pabellón auricular derecho, en la piel y en sus extremidades, además de la enucleación total bilateral que le ocasionó una pérdida total e irreversible de la visión.
Hubo que darle ventilación artificial y posteriormente someterla a una cirugía que duró cuatro horas, en la cual varios profesionales se dedicaron a tratar las fracturas, realizarle un aseo quirúrgico en la zona de los ojos y reparar su pabellón auricular. La joven no recuperó el conocimiento hasta cuatro o cinco semanas después del ataque.

### Reconstrucción de los hechos
Alrededor de las 6:00 horas después de la acalorada discusión entre Nabila y Mauricio en donde él la agrede, esta escapa de la casa que comparten para dirigirse a la de su madre. Este la persigue y le pide que se detenga a conversar, es ahí cuando Nabila le dice que ya no lo soporta y no quiere vivir más con él, y este en un ataque de furia la golpea con un bloque de cemento en la cabeza, a pesar de haberla derribado con el primer golpe, este repite la acción al menos dos veces más antes de que la mujer pierda el conocimiento.
Después del brutal ataque que dejó a Nabila Rifo con riesgo vital, Mauricio Ortega se retira del lugar para regresar casi inmediatamente y con un objeto punzante extraerle ambos globos oculares, primero luxando el ojo mediante palanca y después desgarrándolo con la mano.

## Juicio
El juicio en donde la joven Nabila, su madre Noelia, el Ministerio Público, el SernamEG y la Intendencia regional de Aysén fueron los querellantes y tuvo como único imputado a Mauricio Orlando Ortega Ruiz duró 36 días. 
El hombre fue denunciado respecto al evento del hacha por el delito de violación de morada y amenazas simples contra personas y propiedades; y respecto al ataque del 14 de mayo por femicidio frustrado, lesiones graves y lesiones graves gravísimas referentes a: fractura occipital derecha, fractura de macizo facial en arco cigomático y piso órbita derecha, trauma auricular derecho y múltiples lesiones contuso-cortantes en cabeza, rostro y extremidades.
La Fiscalía pedía un total de casi 30 años de cárcel por los distintos delitos y durante el juicio dieron testimonio al menos 77 personas, incluyendo a la propia Nabila.

### La defensa
El equipo que defendía a Ortega constaba de seis profesionales. Ellos a su lado pusieron una silla vacía haciendo alusión a que el verdadero culpable del ataque a Nabila Rifo debería estar sentado allí.
La defensa alegaba inocencia de parte de Ortega basándose en que:
- En las primeras declaraciones de Nabila ella exculpó a Mauricio Ortega, diciendo que quien la agredió fue un hombre metalero, alto, de pelo largo y tez blanca, mientras que Ortega era bajo y de una contextura robusta, además de señalar que quizás fue ella quien tomó las llaves del auto antes de salir.
- Los jóvenes que fueron testigos oculares de los hechos negaron que fuera Mauricio Ortega el agresor, señalan que el hombre que ellos vieron era alto y delgado. Versión que se condice con las primeras declaraciones de Nabila.
- La víctima fue encontrada con sus pantalones y ropa interior a la altura de los tobillos, y al realizarle exámenes se encontró líquido seminal que no correspondía a Mauricio Ortega ni a ninguno de los asistentes a la fiesta. Por lo tanto, se plantea la teoría de que este caso no es un femicidio frustrado sino, una agresión sexual.
- Al momento de ser encontrada la víctima, esta se encontraba al borde de una intoxicación etílica según lo constatado por el perito Rabanal (que trabaja para la defensoría), lo cual podría haber afectado seriamente la memoria de la víctima.
- Aparte de la agresión sexual, se plantea la teoría de que Nabila fue víctima de un asalto debido a que en el lugar no se encontró ninguna de sus pertenencias.
- El testimonio de Mauricio Ortega dice que Nabila ese día se cortó un dedo mientras cortaba la carne y también que ella fue la última en ocupar el polerón que llevaba su sangre. Además de alegar que a Nabila le sacaron los ojos con “movimientos expertos”
- El trabajo de las fuerzas policiales fue deficiente, puesto que no se usaron todos los recursos científicos y técnicos disponibles para la investigación, por lo cual consideran que no hay pruebas verdaderamente incriminatorias.

### Los querellantes
Estos basaron la acusación contra Mauricio Ortega en los siguientes puntos:
- Según los amigos de Ortega y quienes estuvieron en la fiesta aquella noche, Mauricio se ponía agresivo al momento de beber, además que uno de los presentes en el asado reconoció que tuvo que agarrar a Ortega de los brazos para evitar que agrediera a Nabila.
- Uno de los hijos de Nabila declaró que cuando se fue de la casa Mauricio estaba ebrio, agresivo, amenazaba de muerte a su madre y le intentaba golpear mientras sus amigos lo evitaban.
- Ortega se contradijo muchas veces durante el juicio, además de justificar y normalizar los episodios de violencia anteriores mientras hablaba despectivamente sobre su expareja.
- Tres profesionales corroboraron ante los jueces que el hecho de que Nadia haya negado que Mauricio fue su agresor, correspondía a un mecanismo de protección de parte de la víctima, lo cual es muy común en casos de violencia. Además que esta era presionada y manipulada psicológicamente por parte de la familia Ortega para que lo defendiera.
- Respecto al líquido seminal encontrado en la víctima, este solo daba cuenta de una relación coital y los acusadores alegaron que las relaciones sexuales que ella haya mantenido con anterioridad al momento del ataque no eran materia del juicio, además que esta admitió haber tenido relaciones con un hombre del cual no quería revelar el nombre puesto que el juicio se transmitía en vivo.
- La teoría de una agresión sexual era totalmente inverosímil puesto que esta plantea que en 10 minutos este hombre misterioso haya tenido tiempo de golpear con brutalidad a Nabila, se haya retirado del lugar para después volver y quitarle los ojos, y además haya tenido tiempo de eyacular al menos en dos ocasiones. Todo esto, sin dejar material biológico ni en las calzas de la víctima ni en suelo y sin que los jóvenes que estaban viendo la agresión se hayan percatado.
- Respecto a los jóvenes que descartan a Ortega como el agresor, se alega que las condiciones de visibilidad no eran favorables, puesto que encontraba oscuro, estaban al menos a 75 metros del lugar, jamás vieron la cara del agresor ni sus manos ni a la mujer que estaba tendida en el piso, por lo cual, es muy probable que se hayan confundido.
- Los informes médicos que constatan las lesiones de Nabila no dan cuenta de ningún tipo de corte en sus manos, por lo tanto, lo que Ortega dice del corte en el dedo y el polerón queda descartado.
- Las lesiones que Nadia tenía en su cuerpo eran coherentes con los bloques de concreto, así como las lesiones en los ojos coincidían con las llaves que le pertenecían a Ortega, además de que sus amigos señalaron que este a las 5:20 quiso mover su auto y fue el último en ser visto con ellas. Por otro lado, los expertos señalan que no se necesitaría una habilidad quirúrgica para quitar los ojos de su órbita sino, que sus habilidades de chapista habrían sido más que suficientes.
- Descartan la teoría de un asalto puesto que Nabila se encontraba solo con polera y calzas, considerando que era invierno y si ella hubiera salido de casa por su propia voluntad, se hubiera abrigado. Por lo que para la Fiscalía alegó que tiene más sentido que Nadia estuviera arrancando de casa, lo que explicaría que no tuvo tiempo de abrigarse ni de tomar ninguna de sus pertenencias.
- Existe una correlación de motivo, contexto y horario en la forma de ataque de Ortega hacia la víctima. Contexto de pérdida de control en caso de violencia intrafamiliar a 89 metros del lugar de los hechos, el motivo es una situación de descontrol al interior del domicilio que se da minutos antes de la agresión.

### Las pruebas
- La propia Nabila situó a Mauricio Ortega en el lugar de los hechos.
- Las llaves que estaban en el lugar correspondían al auto de Ortega y los asistentes a la fiesta reconocen que este fue al último que vieron portándolas, además de que la víctima no sabe manejar, por lo que carece de sentido el que ella las llevara consigo.
- Se hizo un rastreo por la zona y en el único lugar que encontraron bloques de concreto de similares características a los hallados en el sitio del suceso fue en la casa de Ortega, además de que tanto los bloques encontrados en el lugar como los de su casa tenían pelos de perro.
- Se encontró sangre de la víctima en un polerón del acusado, además de que al día siguiente, personal policial consideró que Ortega tenía un fuerte olor a diluyente.

### El veredicto
Mauricio Ortega en una primera instancia fue condenado por el tribunal de Coyhaique a 26 años de cárcel por los delitos de violación de morada, lesiones graves gravísimas y femicidio frustrado, no siendo condenado por el delito de amenazas puesto que no se consideró que las amenazas fueran verosímiles y tuvieran una intención real.
Posteriormente, mediante un recurso de nulidad interpuesto ante la Corte Suprema y que fue acogido parcialmente, su condena se rebajó a 18 años de cárcel, siendo condenado solamente por violación de morada, lesiones graves y lesiones graves gravísimas, eliminándose el delito de femicidio frustrado puesto que no se logró acreditar que Ortega haya tenido la verdadera intención de matar a su pareja al momento de atacarla.

## Impacto en Chile
Este fue un caso de gran impacto y ampliamente reporteado por diversos medios de comunicación. Lamentablemente esto provocó que se revelaran detalles de la vida íntima de la víctima, que personas quisieran lucrar con este horrible pasaje de su vida y que se pusiera en tela de juicio su versión de los hechos, además de algunas desafortunadas declaraciones en televisión abierta por parte de amigos y familiares de Mauricio Ortega, por ejemplo: Franklin Hernández, concejal y cuñado de Ortega declaró en el matinal La mañana que el hecho de haber perseguido a Nabila con un hacha se debió a un momento de ofuscación ante la posibilidad de una infidelidad por parte de ella; por otro lado Rosita Alvarado, quien es comadre de Mauricio declaró en el matinal Buenos días a todos que Nabila se buscó lo que le sucedió y que solo lamentaba la pérdida de sus ojos. Estos hechos causaron real indignación tanto en quienes realizaban las entrevistas como en los televidentes.

## Homicidio en 2024
El jueves 1 de febrero de 2024 a las 21:20 horas, Nabila Rifo contactó a Carabineros de Chile, pidiendo auxilio por causa de una pelea entre sus dos hijos y su pareja, Ignacio Gerardo Bañares Alvarado, de 34 años.  fue encontrado con lesiones graves, producto de una golpiza de rocas. Fue trasladado con urgencia al Hospital Regional, donde fue declarado muerto a las 01:00 del día viernes 2 de febrero. Los dos hijos, J. A. T R.,  de 17 años y Luis Felipe Tello Rifo, de 20 años, fueron detenidos por esto. Los acusados han alegado que Ignacio Bañares agredió a Luis Tello con una roca, y Luis simplemente actuó en defensa propia, golpeándole con una manopla reiteradamente antes de huir del area y entregarse a Carabineros, mientras que el menor se huyó a la casa de su padre biológico. 